# هراب (قوريغل)
هراب (بالفارسية: هراب) هي مستوطنة تقع في إيران في قسم قوريغل الريفي. يقدر عدد سكانها بـ 276 نسمة .